# مراح رباح
مراح رباح هي إحدى قرى محافظة بيت لحم، وتقع إلى الجنوب من مدينة بيت لحم، وتبعد عنها 3.8 كم هوائي . يحدها من الشرق بلدة تقوع، ومن الشمال قرية المنشية، ومن الغرب بلدة بيت فجار، ومن الجنوب أراضي بيت فجار.

## موقعها
تقع قرية مراح رباح على ارتفاع 820 مترا فوق سطح البحر، ويبلغ المعدل السنوي للأمطار فيها حوالي 502 ملم، أما معدل درجات الحرارة فيصل إلى 16 درجة مئوية، ويبلغ معدل الرطوبة النسبية حوالي 61 %.